# 9/11 Truth movement

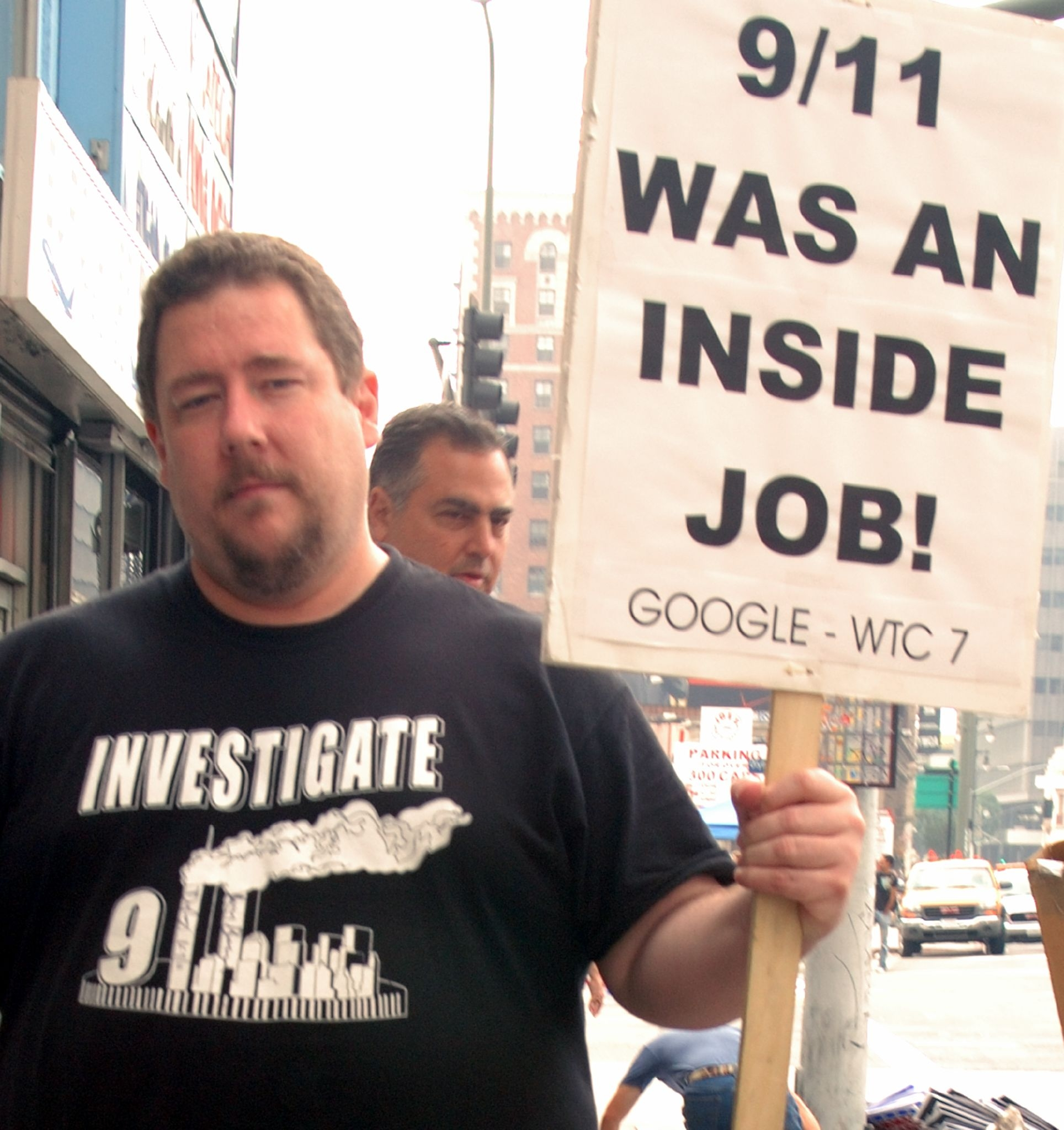
Demonstratie van de 9/11-waarheidsbeweging in Los Angeles, oktober 2007

De 9/11-waarheidsbeweging (Engels: 9/11 Truth Movement) is een complottheoretische beweging die de algemeen gangbare verklaring (van de Amerikaanse overheid) over de toedracht van de aanslagen op 11 september 2001 betwist. De aanhangers ontkennen dat Al Qaida-terroristen vier vliegtuigen hebben gekaapt en dat zij de vliegtuigen in het Pentagon en de Twin Towers van New York hebben gevlogen, waarna de inslagen geleid hebben tot de ineenstorting van de Twin Towers. De focus van aanhangers van de 9/11-waarheidsbeweging ligt vooral op de "gebrekkige" informatie waarvan zij beweren dat die niet helemaal klopt. Ze geloven dat de aanslagen een zogeheten inside job waren, waarmee dan een eigen betrokkenheid van de Amerikaanse overheid wordt gesuggereerd.